# Jupiter și Thetis

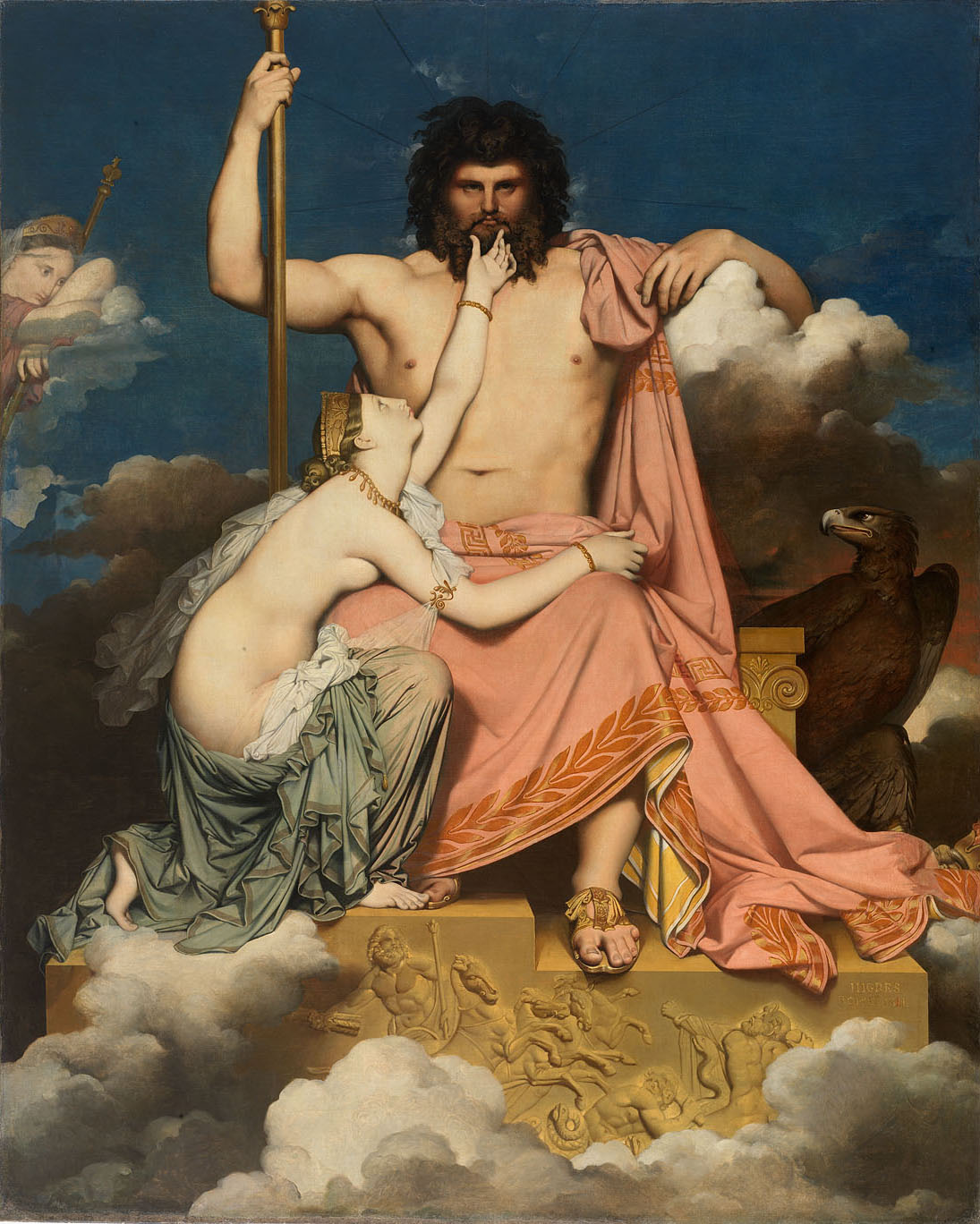
Jupiter și Thetis 1811; 327 x 260 cm Muzeul Granet, Aix-en-Provence

Jupiter și Thetis este un tablou realizat în anul 1811 de pictorul Jean Auguste Ingres. Tema anitică reprezentând întâlnirea lui Jupiter cu Thetis a fost destinată de Ingres pentru executarea unui tablou istoric, ce urma să încununeze perioada petrecută cu bursă la Villa Medici.

## Descriere
Și-a dorit ca această operă să fie divină. Tabloul este gata pentru Salonul de la Paris din anul 1811. După expunerea pânzei, este aspru criticat – conform părerii criticilor, capul lui Jupiter nu este suficient de nobil, torsul este disproportionat, iar gâtul lui Thetis diform... Mai târziu, peste o sută de ani, în 1929, un medic va afirma că umflarea gâtului lui Thetis este o consecință a disfuncționalității glandei tiroide. 
În arta sa – cu excepția tablourilor făcute la comandă - Ingres încearcă să găsească forma perfectă, să transmită frumusețea absolută și nu se preocupă deloc de realismul compoziției.
La scenele cu Thetis, care îl imploră pe Jupiter să-l salveze pe fiul ei Ahille, Ingres a mai adăugat un amănunt, care conferă acestei rugăminți o rezonanță copilăroasă și tandră totodată; tălpile ambelor personaje se ating, dând astfel glas pasiunii care-i leagă pe cei doi îndrăgostiți.
Compoziția este pictată în tonuri pure ce contrastează cu albastrul sever al cerului. Ca de obicei, trupurile au contururi clare.